# Броварківська сільська рада (Золотоніський район)
Броваркі́вська сільська́ ра́да — колишня адміністративно-територіальна одиниця та орган місцевого самоврядування в Золотоніському районі Черкаської області. Адміністративний центр — село Броварки.

## Загальні відомості
- Населення ради: 518 осіб (станом на 2001 рік)

## Населені пункти
Сільській раді були підпорядковані населені пункти:
- с. Броварки
- с-ще Малинівщина

## Склад ради
Рада складалася з 12 депутатів та голови.
- Голова ради: Півень Валентина Миколаївна
- Секретар ради: Коржик Віра Василівна

### Керівний склад попередніх скликань
| Прізвище, ім'я, по батькові | Основні відомості                                                         | Дата обрання | Дата звільнення |
| --------------------------- | ------------------------------------------------------------------------- | ------------ | --------------- |
| Півень Валентина Миколаївна | Сільський голова, 1960 року народження, освіта вища, член Народної партії | 26.03.2006   | 31.10.2010      |
| Півень Валентина Миколаївна | Сільський голова, 1960 року народження, освіта вища, член Народної партії | 31.10.2010   |                 |

Примітка: таблиця складена за даними сайту Верховної Ради України

### Депутати
За результатами місцевих виборів 2010 року депутатами ради стали:

#### За суб'єктами висування
| Суб'єкт висування | Кількість обраних депутатів | %    |
| ----------------- | --------------------------- | ---- |
| Самовисування     | 10                          | 83,3 |
| Партія регіонів   | 2                           | 16,7 |

#### За округами
| № округу        | Прізвище, ім'я, по батькові  | Дата визнання обраним | Освіта             | Партійна приналежність | Відомості про обраного депутата             |
| --------------- | ---------------------------- | --------------------- | ------------------ | ---------------------- | ------------------------------------------- |
| Партія регіонів |                              |                       |                    |                        |                                             |
| 6               | Шафар Василь Васильович      | 01.11.2010            | середня            | позапартійний          | тимчасово не працює                         |
| 12              | Тараненко Володимир Петрович | 01.11.2010            | середня            | позапартійний          | ДП "Агрофірма «Іскра», тракторист           |
| Самовисування   |                              |                       |                    |                        |                                             |
| 1               | Коваль Наталія Анатоліївна   | 01.11.2010            | середня спеціальна | позапартійна           | Броварківська сільська рада, землевпорядник |
| 2               | Дахно Олексій Володимирович  | 01.11.2010            | вища               | позапартійний          | тимчасово не працює                         |
| 3               | Ляхнович Любов Іванівна      | 01.11.2010            | середня спеціальна | позапартійна           | Броварківська сільська рада, бібліотекар    |
| 4               | Павленко Микола Лук'янович   | 01.11.2010            | вища               | позапартійний          | тимчасово не працює                         |
| 5               | Барановська Раїса Леонідівна | 01.11.2010            | вища               | позапартійна           | Броварківська сільська рада, вчитель        |
| 7               | Коржик Віра Василівна        | 01.11.2010            | середня спеціальна | позапартійна           | Броварківська сільська рада, секретар       |
| 8               | Сидорець Ніна Степанівна     | 01.11.2010            | середня            | позапартійна           | Броварківська сільська рада, тех. працівник |
| 9               | Гаптар Володимир Вікторович  | 01.11.2010            | середня            | позапартійний          | приватний підприємець                       |
| 10              | Гаптар Тетяна Вікторівна     | 01.11.2010            | середня спеціальна | позапартійна           | ДП "Агрофірма «Іскра», вагар                |
| 11              | Коваль Леся Сергіївна        | 01.11.2010            | вища               | позапартійна           | тимчасово не працює                         |